# Rajd Wartburga 1971
Rajd Wartburga 1971 (14. Internationale Rallye Wartburg 1971) – 14. edycja rajdu samochodowego Rajd Wartburga rozgrywanego w NRD. Rozgrywany był od 3 do 5 października 1971 roku. Rajd był piątą rundą Rajdowego Pucharu Pokoju i Przyjaźni w roku 1971 oraz również piąta  Rajdowych Mistrzostw NRD w roku 1971.

## Klasyfikacja rajdu
| Miejsce                        | Kierowca                       | Pilot                          | Samochód                       | Wynik                          | Strata                         |                                |
| Klasyfikacja generalna i RPPiP | Klasyfikacja generalna i RPPiP | Klasyfikacja generalna i RPPiP | Klasyfikacja generalna i RPPiP | Klasyfikacja generalna i RPPiP | Klasyfikacja generalna i RPPiP | Klasyfikacja generalna i RPPiP |
| ------------------------------ | ------------------------------ | ------------------------------ | ------------------------------ | ------------------------------ | ------------------------------ | ------------------------------ |
| 1.                             | Peter Hommel                   | Günter Bork                    | Wartburg 353                   | 0                              | -                              |                                |
| 2.                             | Egon Culmbacher                | Werner Ernst                   | Wartburg 353                   | 3                              | +3                             |                                |
| 3.                             | Wolfgang Strehlow              | Bernhard Malsch                | Wartburg 353                   | 9                              | +8                             |                                |
| 4.                             | Franz Galle                    | Jochen Müller                  | Trabant P601                   | 14                             | +14                            |                                |
| 5.                             | Miloš Vodseďálek               | Jan Soukup                     | Škoda                          | 21                             | +21                            |                                |
| 6.                             | Jürgen Hellmann                | Hans Schlenstedt               | Wartburg 353                   | 45                             | +45                            |                                |
| 7.                             | Arnold Dambis                  | Gunnar Tsimmerman              | Moskvich 412                   | 53                             | +53                            |                                |
| 8.                             | Helmut Piehler                 | Lothar Sachse                  | Trabant P601                   | 1:16                           | +1:15                          |                                |
| 9.                             | Jürgen Sparwald                | Carl-Ulrich Karsten            | Wartburg 353                   | 1:16                           | +1:15                          |                                |
| 10.                            | Peter Müller                   | Wolfgang Reich                 | Wartburg 353                   | 1:18                           | +1:18                          |                                |